# Giovanni di Paolo

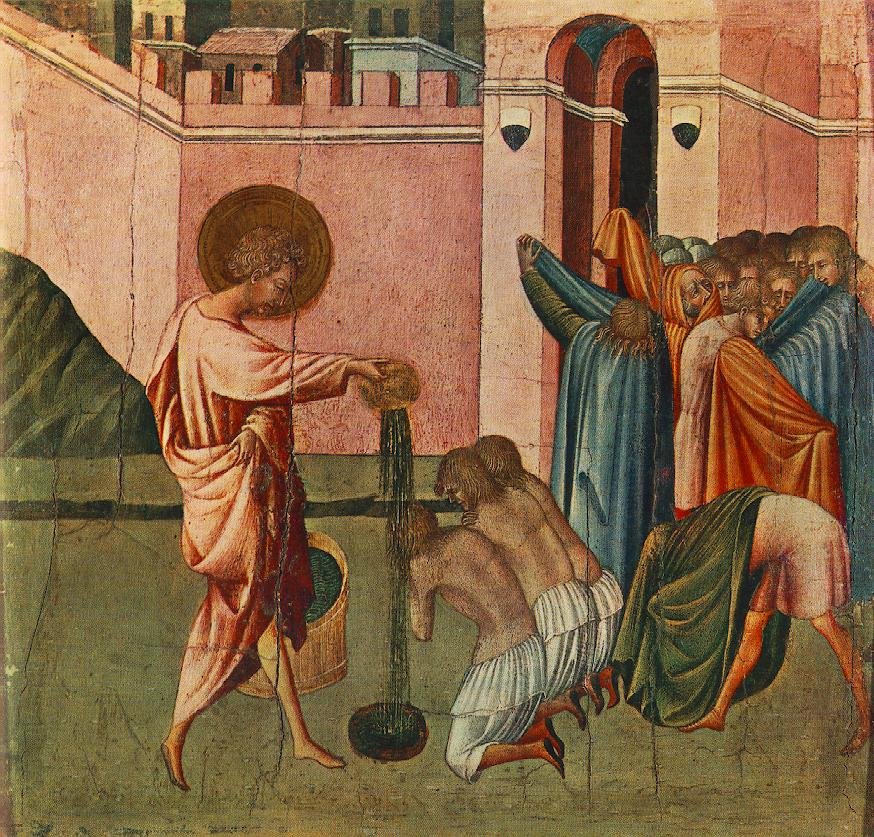
Chrzest św. Ansanusa

Giovanni di Paolo (ur. 1403, zm. 1483) – włoski malarz ze szkoły sieneńskiej, tworzył w okresie quattrocenta. Znany jest także jako Giovanni di Paolo di Grazia lub Giovanni del Poggio. Jego twórczość zaliczana jest do stylu zwanego gotykiem międzynarodowym.

## Obrazy artysty
- 1426 Madonna col Bambino e angeli
- 1427 Madonna e Cristo al Trono (Belgrad)
- 1435 Madonna dell’Umiltà (Pinacoteca Nazionale, Siena)
- Battesimo di Sant’Ansano, 1440 Tempera na desce 31 x 32,5 cm, Christian Museum Węgry;
- 1440 San Michele Arcangelo (Muzea Watykańskie)
- 1445 Santa Clara e santa Elisabetta d’Ungheria (zb. prywatne)
- 1445 Madonna z Dzieciątkiem i świętymi (Galeria Uffizi, Florencja)
- Stworzenie świata i wypędzenie z Raju, ok. 1445, tempera i złoto na desce 46,4 x 52,1 cm Metropolitan Museum of Art
- 1445/60 San Giovanni Battista in carcere visitato da due discepoli (Art Institute of Chicago)
- 1450 Santo Stefano (San Stefano alla Lizza, Siena)
- 1454 San Giovanni Battista va nel deserto (Art Institute of Chicago)
- 1455 San Nicola da Tolentino salva una nave da un naufragio (Philadelphia Museum of Art)
- 1455 Incoronazione della Vergine (Metropolitan Museum of Art, Nowy Jork)
- lata 1460. Natività (Christian Museum, Esztergom)
- 1460 Santa Caterina davanti al Papa ad Avignone (Muzeum Thyssen-Bornemisza, Madryt)
- 1462 l’Adorazione dei Magi (Metropolitan Museum of Art, Nowy Jork)
- 1465 Giudizio Universale, Cielo, e Inferno (Pinacoteca, Siena)
- 1475 Santa Caterina da Siena (zb. prywatne)
- 1475 Assunzione della Vergine (Pinacoteca, Siena)